# Canard bleu de Suède
Le canard bleu de Suède (en suédois, svensk blå anka), ou simplement le bleu de Suède, est une race de canard domestique originaire de Suède, élevé pour sa chair. Pourvu d'une bavette blanche, il a les mêmes ancêtres que le canard de Poméranie ou le canard de Shetland.

## Histoire
Les origines de ce canard fermier viennent de sujets locaux intacts de couleur bleue qui, durant les premières années du XXe siècle, se sont rassemblés le long de la côte ouest, de Skanör à Göteborg. Ces canards ont obtenu leur premier standard en 1907, après sélection stricte. Il est devenu très populaire dans les années 1920-1930, mais ses effectifs ont chuté vertigineusement dans les années 1960 avec l'exode rural et la production en batteries. Dans les années 1970, un certain nombre d'animaux sont arrivés avec une descendance douteuse. De même, il a ensuite été croisé avec des canards de Pékin.
Cette race est actuellement considérée comme étant en danger très critique par l'Organisation des Nations unies pour l'alimentation et l'agriculture, avec moins de 200 sujets dans son pays d'origine et quelques-uns en Irlande et aux États-Unis. Son statut est considéré comme critique par l'American Livestock Breeds Conservancy.

## Description
Le bleu de Suède est un canard fermier de dimension moyenne et de corpulence robuste qui peut donc vivre en plein air toute l'année dans les provinces méridionales de Suède, pourvu qu'il ait accès à un abri. Son coloris varie du blanc sale au gris-perle, ou du bleu au noir, avec toujours une bavette blanche, mais seule la variété bleue est inscrite au standard officiel. Quelques plumes des ailes peuvent aussi être blanches. Pour différencier le mâle de la femelle, il suffit de considérer le bec qui est d'un jaune verdâtre clair chez le mâle et d'un vert bleuâtre foncé ou noirâtre chez la cane.
Le mâle peut peser de 3 à 4 kg et la cane de 2,5 à 3,5 kg. Celle-ci pond environ cent œufs par saison de 80-90 grammes. C'est une race fort calme et docile.